# Едм-Франсуа Жомар
Едм-Франсуа Жомар (фр. Edme-François Jomard; 22 листопада 1777, Версаль — 22 вересня 1862, Париж) — французький інженер, геолог і картограф. Освіту здобув у Колежі Мазаріні, Національній школі мостів та доріг та у Політехнічній школі в Парижі. 16 березня 1798 року увійшов до складу Комісії з наук і мистецтв (Commission des Sciences et des Arts) для участі в Єгипетському поході Наполеона Бонапарта (1798—1801).
Більшість свого життя Жомар присвятив вивченню Єгипту. У Каїрі став членом створеного Наполеоном «Інституту Єгипту», спільно з географом Жаком-Антуаном Бертром склав докладний план міста. Виміряв висоту Великої піраміди в Гізі. 1803 року після повернення до Парижа брав участь у роботі зі складання «Опису Єгипту» (Description de L'Égypte) — грандіозної колективної праці в десяти томах тексту і тринадцяти томах гравірованих листів (1802). Перевидання 1810 та 1826 років включають 24 томи. У створенні цієї праці, окрім Жомара, брало участь сто п'ятдесят вчених та дві тисячі художників, граверів, включаючи знаменитого барона Домініка Віван-Денона.
Жомар досліджував геодезичне походження давньогрецьких заходів довжини та перетворив їх на нову метричну систему. 1830 року він одним із перших створив систему класифікації артефактів в етнографії та археології. Жомар склав каталог замальованих ним під час експедиції ієрогліфів і пізніше навіть претендував на авторство праці Шампольйона з їхньої розшифровки у 1821—1824 роках. З 1818 року Жомар був членом Академія написів та красного письменства. У 1821 став співзасновником, а в 1848 президентом Національного географічного товариства (Société de Géographie). В 1828 створив відділ карт і планів Королівської бібліотеки (Bibliothèque royale), а в 1838 її директором. В 1838 став офіцером ордена Почесного легіону. Похований на цвинтарі Пер-Лашез. 1882 року в Парижі Географічним товариством було засновано «Премію Жомар». Вулиця в 19 окрузі Парижа носить його ім'я.

## Основні праці
- 1817: Записка про метричну систему древніх єгиптян, що містить дослідження їх геометричних знань і вимірювань інших народів давнини
- 1830: Зібрання спостережень і спогадів про стародавній і сучасний Єгипет, або Історичний і мальовничий опис кількох головних пам'яток цього регіону: У шести томах principaux monumens de cette contrée, 6 vol.).

«Подорож через Центральну Африку до Тімбукту та через Велику Пустелю, у Марокко…. (Voyage à travers à Temboctou et à Jenné dans l'Afrique Centrale…»).
- 1839: Географічні та історичні етюди про Аравію, що супроводжуються поїздкою Мухаммеда-Алі до Фазокля, зі спостереженнями за станом справ в Аравії та Єгипті avec des observations sur l'état des affaires en Arabie et en Égypte).

- 1858: Нотатки про арабський календар до ісламізму і про народження і вік пророка Мухаммеда.